# District d'Otokuni
 (mars 2012).
Si vous disposez d'ouvrages ou d'articles de référence ou si vous connaissez des sites web de qualité traitant du thème abordé ici, merci de compléter l'article en donnant les références utiles à sa vérifiabilité et en les liant à la section « Notes et références ».
Le district d'Otokuni (乙訓郡, Otokuni-gun) est un district de la préfecture de Kyoto, au Japon.

## Géographie

### Démographie
En 2020, la population du district d'Otokuni était estimée à 15 953 habitants répartis sur une superficie de 5,97 km2 (densité de population de 2 672 hab./km2) .

### Municipalités du district
- Ōyamazaki

### Anciennes municipalités
- Nagaoka (1949-1972)
- Mukō (1879-1972)